# Байкова, Анна Петровна
Анна Петровна Байкова (1930—1999) — свинарка колхоза «Победа» Чамзинского района Мордовской АССР, Герой Социалистического Труда.
Родилась 21 июля 1930 года в селе Большие Ремезенки (в настоящее время — Чамзинский район Республики Мордовия). Мордвинка.
С 15-летнего возраста работала прядильщицей в сельхозартели.
С 1950 года — свинарка колхоза «Прогресс», который с 1968 г. назывался «Победа».
С 1968 года обслуживала откормочную группу, откармливая за год от 1000 до 1100 голов при среднесуточных привесах 550—600 граммов на голову.
Указом Президиума Верховного Совета СССР от 8 апреля 1971 года за выдающиеся успехи, достигнутые в развитии сельскохозяйственного производства и выполнении плана 8-й пятилетки по продаже государству продуктов животноводства удостоена звания Героя Социалистического Труда.
После выхода на пенсию жила в родном селе Большие Ремезенки, умерла в 1999 году.